# Delosperma vogtsii
Delosperma vogtsii är en isörtsväxtart som beskrevs av L. Bol.. Delosperma vogtsii ingår i släktet Delosperma, och familjen isörtsväxter. Inga underarter finns listade i Catalogue of Life.